# Amara strenua
Amara strenua är en skalbaggsart som beskrevs av Zimmermann 1832. Amara strenua ingår i släktet Amara, och familjen jordlöpare. Arten har ej påträffats i Sverige.